# 서비스형 인프라스트럭처
서비스형 인프라스트럭처(Infrastructure as a Service, IaaS)는 서버, 스토리지, 네트워크를 필요에 따라 인프라 자원을 사용할 수 있게 클라우드 서비스를 제공하는 형태이다. 대표적인 기술로는 서버 가상화, 데스크톱 가상화 등이 있다. IaaS의 예는 다음과 같다
- 네이버클라우드플랫폼 Compute
- 아마존 EC2(Elastic Cloud Compute)
- 마이크로소프트 애저
- 오픈스택 Rackspace 클라우드에서 유래됨
- 구글 컴퓨트 엔진
- RightScale
- FlexCloud 등
- IBM의 베어메탈 클라우드
- 대표적인 하이퍼바이저: ESXi, KVM, XenServer...

## 같이 보기
- 클라우드 컴퓨팅